# Aenictus furibundus
Aenictus furibundus är en myrart som beskrevs av Arnold 1959. Aenictus furibundus ingår i släktet Aenictus och familjen myror. Inga underarter finns listade i Catalogue of Life.